# Rhopobota myrtillana
Rhopobota myrtillana là một loài bướm đêm thuộc họ Tortricidae. Loài này có ở British Isles, from miền bắc và central châu Âu to Tiểu Á và Siberia.
Sải cánh dài 19–21 mm. Con trưởng thành bay vào tháng 5 và tháng 6.
Ấu trùng ăn Vaccinium, Ledum palustre, Berberis vulgaris, Cornus sanguinea và Quercus. Larvae found feeding on Vaccinium myrtillus, Vaccinium vitis-idaea và Vaccinium uliginosum live between two leaves spun flatly one above the other, usually on the upper part of the plant.